# Bitwa pod Gadebusch
Bitwa pod Gadebusch – starcie zbrojne, które było ostatnim wielkim zwycięstwem szwedzkim w czasie Wielkiej Wojny Północnej (1700–1721).

## Wstęp
Podczas kampanii roku 1712, wszystkie szwedzkie posiadłości na południowym wybrzeżu Bałtyku zostały zagrożone. Ich kolejne fortece były zdobywane przez sprzymierzone wojska Danii, Saksonii, i Rosji. Na Bałtyku krążył duński admirał Gyldenløve, którego eskadra niszczyła szwedzkie linie zaopatrzenia. Najważniejszym dla Szwedów było miasto Stralsund, ponieważ stanowiło ono bramę umożliwiającą prowadzenie kampanii w Polsce. Bronił go generał Magnus Stenbock.
Podczas gdy duńska armia szła w rejon Hamburga, duże siły rosyjsko-saskie stały na południe od Stralsundu. Duńska armia Fryderyka IV została poprowadzona przez generała Jobsta von Scholten w kierunku sił rosyjsko-saskich, w celu połączenia się z nimi i 14 grudnia dotarła do małego miasteczka Gadebusch, na południowy zachód od Wismaru. Stenbock miał zamiar nie dopuścić do połączenia się sił sojuszników. Na szczęście dla Stenbocka ruchy wojsk sojuszniczych zostały spowolnione przez nieporozumienia wśród ich dowódców. 19 grudnia szwedzka armia znalazła się w Gross Brütz, mniej niż dziesięć kilometrów na wschód od Gadebusch. Rosyjska piechota była zbyt daleko by wspomóc Duńczyków, ale saska kawaleria pod dowództwem Jacoba Heinricha von Flemminga zbliżała się szybko.
Tej nocy duńska armia złożyła obóz i ruszyła na lepsze pozycje wokół wsi Wakenstädt, trzy kilometry na południe od Gadebusch. Scholten spodziewał się szwedzkiego ataku, wychodzącego od południa, aby uniknąć błotnistej rzeczki Radegast. O 4 rano 20 grudnia duńska armia została rozstawiona w obronnym szyku, ze skrzydłami kawalerii flankującymi znajdującą się w środku piechotę. Zaczął padać deszcz. Dotarła też saska kawaleria Flemminga.
Szwedzkie rozpoznanie stwierdziło, iż jedyną możliwością jest atak frontalny. Stenbock uważał, iż mimo że teren jest wąski, sprzyja przeciwnikowi, zaś siły sojuszników przewyższają jego siły liczebnie - to 30 jego dział da mu przewagę ogniową względem 13 dział duńskich.

## Bitwa
Szwedzki atak rozpoczął się ok. 11:00 od wschodu. Szwedzka artyleria otworzyła ogień na mocno ścieśnione duńskie bataliony i zapewniła osłonę rozwinięcia szwedzkich sił. Ok. 13:00 Stenbock wydał rozkaz ataku. Podczas gdy artyleria kontynuowała ogień, piechota ruszyła w kierunku Duńczyków, nie otwierając ognia dopóki nie dotarła na odległość 12 kroków. Przez ten czas, duński przeciwnik pozostawał stosunkowo bierny. Kontratak duńskiej kawalerii załamał się przez piechotę wspieraną ciągłym ogniem artylerii. Na północy szwedzka kawaleria wykonała ruch flankujący i zaskoczyła duńską kawalerię lewego skrzydła. Następnie odwrót do Wakenstädt spowodował zamieszanie w duńskich szeregach, które zostało wykorzystane przez szwedzką piechotę prawego skrzydła. Tymczasem ciężka walka miała miejsce na szwedzkim lewym skrzydle, ale pomimo ich liczebnej przewagi, ataki saskiej kawalerii zostały odparte. Walki zostały przerwane z powodu zapadających ciemności. Duńskie i saskie oddziały wycofały się na stanowiska kilka kilometrów na zachód od Gadebusch. Wszystkie duńskie działa zostały utracone.

## Efekty
Po bitwie król Karol XII mianował Stenbocka marszałkiem polnym. Bitwa ta stanowiła przykład właściwego wykorzystania artylerii. Jednakże w sytuacji strategicznej wiele nie zmieniła - w następnym roku sojusznicy zmusili Stenbocka do kapitulacji.